# Graafschap Moha

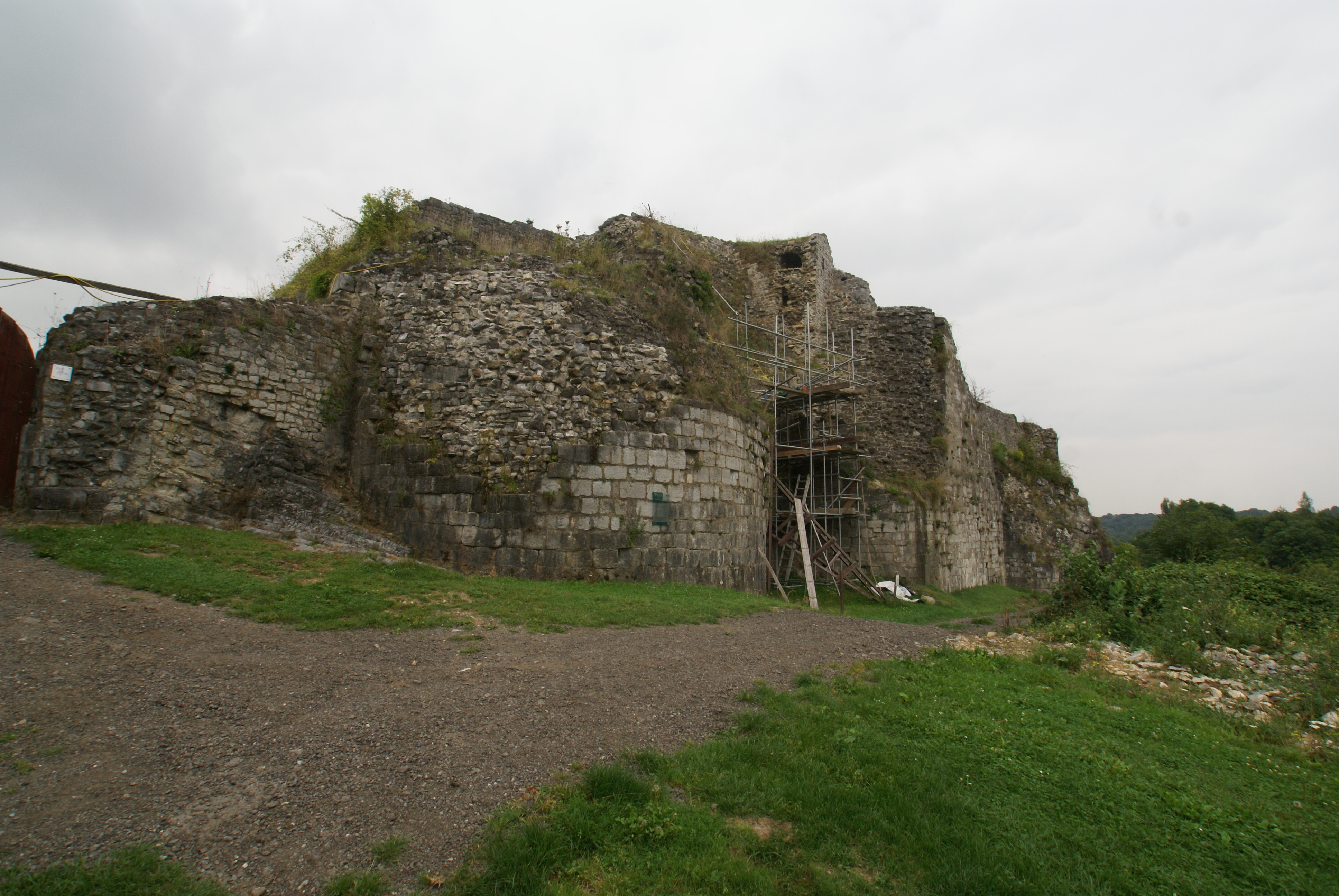
De burcht van Moha in 2008

Het graafschap Moha was een vrij uitgestrekt gebied tussen de Mehaigne en de Maas.
Vanaf de 9e-10e eeuw was Moha de hoofdplaats van het gelijknamige graafschap. De laatste graaf was Albert III die stierf zonder erfopvolgers. Zijn beide jonge zonen Wilem en Hendrik kwamen om toen ze een toernooi naspeelden en mekaar met een lans doorboorden. Gertrude, zijn dochter, die driemaal huwde, had geen nakomelingen en stierf voor haar vader.
Hendrik I van Brabant en graaf Lodewijk II van Loon waren beide verwanten van Albert III en zagen zichzelf als erfopvolger. Lodewijk kon rekenen op de steun van de prins-bisschop. Tijdens de slag van Steps werd gestreden om het bezit van het graafschap en door de overwinning van de prins-bisschop kwam het toe aan Luik.
Alhoewel Hendrik de nederlaag leed zou het nog jaren duren vooraleer hij zijn aanspraken op Moha liet varen (Borgworm 1229).
Het oude, te Wanze zetelende gerechtshof bleef bestaan, maar in Moha stelde de prins-bisschop een nieuw, door de baljuw voorgezeten gerechtshof in.